# Juan José Delhuyar
Juan José Delhuyar y de Suvisa (Logroño, 15 giugno 1754 – Bogotà, 20 settembre 1796) è stato un chimico e mineralogista spagnolo.

## Biografia
Juan José Delhuyar nacque a Logroño il 15 giugno 1754. Studiò a Parigi dal 1773 al 1777, dedicandosi inizialmente alla medicina e alle scienze naturali, poi mineralogia a Mannheim e a Lipsia e infine all'Accademia mineraria di Freiberg in Sassonia, dove ebbe come professore Abraham Gottlob Werner.
Nel 1782 alla scuola di chimica di Uppsala entrò in contatto con Carl Wilhelm Scheele che aveva scoperto l'acido tungstenico, da cui Torbern Bergman intuì che doveva esistere un elemento chimico nuovo: il tungsteno. Nel 1783 insieme al fratello Fausto riuscì per la prima volta a isolare il tungsteno per ossidoriduzione, impresa che compì nei laboratori che la Real Sociedad Bascongada de Amigos del País aveva nella località di Bergara in Gipuzkoa.
Nel 1784 fu impiegato come soprintendente delle miniere colombiane d'argento del dipartimento di Tolima.